# Eudelus granulosus
Eudelus granulosus là một loài tò vò trong họ Ichneumonidae.